# Banca (Vaslui)
Banca é uma comuna romena localizada no distrito de Vaslui, na região de Moldávia. A comuna possui uma área de 104.40 km² e sua população era de 5577 habitantes segundo o censo de 2007.